# Domenico Melani
Doménico Melani (Pistoia, 1633 – Florencia, 1690) fue un cantante italiano castrato.

## Biografía
Pertenecía a la familia de músicos Melani de Pistoia, procedente de Domenico di Santi, campanero de la Catedral de Pistoia. No se conocen muchos datos ciertos sobre la vida del cantante Doménico, que quizás era hermano (o primo) del músico Jacobo, de los castrati Atto, Don Filippo (más tarde fraile servita), Bartolomeo y Vincenzo, y de los compositores Alessandro y Nicola.
Con este último hizo fortuna en la corte de Dresde con el elector de Sajonia Augusto I, más tarde rey de Polonia, del que también fue embajador ante diversos príncipes italianos, obteniendo el prestigioso título de conde.
Instalado en Florencia al final de su carrera, en 1680, ingresó en la Compañía de la Purificación de María y San Zanobi, dotándola de preciosos objetos litúrgicos, y fundó un hospicio destinado a acoger a los peregrinos de más allá de las montañas, ricamente dotado de su testamento del 12 de agosto de 1690.